# Regionsjukvård
Regionsjukvård är i Sverige en beteckning på den sjukvård som har ansvar för särskilt komplicerade eller sällsynta sjukdomar och skador. Denna sjukvård bedrivs vid Sveriges sju regionsjukhus, som har mer högspecialiserad vård än länssjukhus och länsdelssjukhus. 
Inom regionsjukvården behåller läkarna och sjuksköterskorna sin skicklighet och kompetens genom att behandla komplicerade eller ovanliga sjukdomar på ett tillräckligt stort antal patienter. Alla regioner har inte regionsjukhus; istället har dessa avtal med en närliggande region om den högspecialiserade vården. Vanligtvis är avtalen med en annan region inom samma sjukvårdsregion. Med förslaget om nya regioner är ett av huvudargumenten att varje region ska ansvara för varsitt regionsjukhus.
| Regionsjukhus                     | Tätort    | Region                        | Befolkningsunderlag |
| --------------------------------- | --------- | ----------------------------- | ------------------- |
| Norrlands Universitetssjukhus     | Umeå      | Norra sjukvårdsregionen       | 904 055             |
| Akademiska sjukhuset              | Uppsala   | Sjukvårdsregion Mellansverige | 2 153 475           |
| Universitetssjukhuset             | Örebro    | Sjukvårdsregion Mellansverige | 2 153 475           |
| Karolinska Universitetssjukhuset  | Stockholm | Stockholms sjukvårdsregion    | 2 534 278           |
| Universitetssjukhuset             | Linköping | Sydöstra sjukvårdsregionen    | 1 088 807           |
| Sahlgrenska Universitetssjukhuset | Göteborg  | Västra sjukvårdsregionen      | 1 975 020           |
| Skånes universitetssjukhus        | Lund      | Södra sjukvårdsregionen       | 1 932 075           |
| Skånes universitetssjukhus        | Malmö     | Södra sjukvårdsregionen       | 1 932 075           |
| Datum: 2024-12-31                 |           |                               |                     |

Samtliga regionsjukhus räknar sig som universitetssjukhus. Notera vidare att Södersjukhuset (SÖS) i Stockholm ej räknas som regionsjukvård.
Endast vid ett fåtal sjukhus finns den dyraste och mest avancerade utrustningen. Dessa sjukhus får ta emot patienter från hela landet enligt beslut från Nämnden för nationell högspecialiserad vård. Skånes universitetssjukhus i Lund och Sahlgrenska Universitetssjukhuset i Göteborg, har bland annat hjärtkirurgi för barn som riksspecialitet. Universitetssjukhuset i Linköping och Akademiska sjukhuset i Uppsala behandlar allvarliga brännskador. Specialister inom cystisk fibros finns vid Skånes universitetssjukhus i Lund och Karolinska Universitetssjukhuset i Huddinge kommun.